# Pryjut (rejon nikopolski)
Pryjut (ukr. Приют) – wieś na Ukrainie, w obwodzie dniepropetrowskim, w rejonie nikopolskim, w hromadzie Perszotrawnewe. W 2001 liczyła 126 mieszkańców, spośród których 117 wskazało jako ojczysty język ukraiński, a 9 rosyjski.